# استقلال اقتصادی از دیدگاه قانون اساسی ایران

اصل چهل و سوم قانون اساسی جمهوری اسلامی ایران، اصلی‌است که به بررسی استقلال اقتصادی می‌پردازد. در ابتدای این اصل چنین آمده‌است:

 «هدف عالی جمهوری اسلامی ایران، تحقق استقلال اقتصادی، رفع فقر و برآوردن نیازهای در حال رشد انسان‌هاست. اقتصاد جمهوری اسلامی ایران، بر اساس ضوابط زیر استوار است:...»
بدین ترتیب، یکی از اهداف عالی قانون اساسی جمهوری اسلامی ایران تحقق استقلال اقتصادی و برآوردن نیازهای در حال رشد انسان‌هایی است که در جامعه اسلامی زندگی می‌کنند. هدف، پاسخگویی به نیازهای انسان با حفظ آزادگی او قرار داده شده‌است. از دیدگاه جمهوری اسلامی ایران، کسب استقلال اقتصادی یک وظیفه انقلابی است که به مبارزه احتیاج دارد.
بند اول از اصل چهل و سوم در مورد رفع نیازهای حیاتی مادی و معنوی مردم چنین می‌گوید:

*بند اول: تأمین نیازهای اساسی شامل مسکن، خوراک، پوشاک، بهداشت، درمان، آموزش و پرورش، امکانات لازم برای تشکیل خانواده برای همه
دومین ضابطه، ایجاد امکان کار برای همه به منظور رسیدن به مرحله اشتعال کامل در جامعه در چهارچوب برنامه‌ریزی عمومی اقتصاد کشور است. این مطلب در بند دوم اصل چهل و سوم قانون اساسی به شرح زیر آمده‌است:

*بند دوم: تأمین شرایط و امکانات کار برای همه به منظور رسیدن به اشتغال کامل و قرار دادن وسایل کار در اختیار همه کسانی که قادر به کارند ولی وسایل کار ندارند، در شکل تعاونی از راه وام بدون بهره یا هر راه مشروع دیگر که نه به تمرکز ثروت در دست افراد و گروه‌های خاص منتهی شود و نه دولت را به صورت کارفرمای بزرگ مطلق درآورد. این اقدام باید با رعایت ضرورت‌های حاکم بر برنامه‌ریزی عمومی اقتصادی کشور در هر یک از مراحل رشد و توسعه انجام گیرد.
در بندهای سوم و چهل اصل و سوم قانون اساسی، بر شرایط اشتغال و این مسئله که کار و ساعت کار نباید مانع اعتلای شخیصت، تفکر و مهارت انسان باشد و نیز بر انتخاب آزاد شغل و از بین بردن بهره‌کشی و استثمار از کار دیگری تأکید شده‌است:

*بند سوم: تنظیم برنامه اقتصادی کشور به صورتی که شکل و محتوا و ساعات کار چنان باشد که هر فرد علاوه بر تلاش شغلی، فرصت و توان کافی برای خودسازی معنوی، سیاسی و اجتماعی و شرکت فعال در رهبری کشور و افزایش مهارت و ابتکار را داشته باشد.
- بند چهارم: رعایت آزادی انتخاب شغل و عدم اجبار افراد به کاری معین خلاف تمایل آنها، و جلوگیری از بهره‌کشی از کار دیگری.

قانون اساسی با هر گونه اضرار به دیگری، انحصار، احتکار، ربا و اسراف و تبذیر در مواردی چون مصرف، سرمایه‌گذاری، تولید، توزیع و خدمات مخالف است؛ که این معنا از بندهای پنجم و ششم استباط می‌شود.

*بند پنجم: منع اضرار به غیر و انحصار و احتکار و ربا و دیگر معاملات باطل و حرام
- بند ششم: منع اسراف و تبذیر در همه شئون مربوط به اقتصاد، اعم از مصرف، سرمایه‌گذاری تولید، توزیع و خدمات

بند هفتم بر استفاده از علوم و فنون و تربیت افراد متخصص که از ضروریات توسعه اقتصادی در روند استقلال اقتصادی‌است تأکید دارد.

*بند هفتم:استفاده از علوم و فنون و تربیت افراد ماهر به نسبت احتیاج برای توسعه و پیشرفت اقتصادی کشور
- بند هشتم: جلوگیری از سلطه اقتصادی بیگانه بر اقتصاد کشور

بند نهم از اصل چهل و سوم قانون اساسی ایران به وابسته بودن اقتصاد ایران اشاره می‌کند و تأکید دارد که اقتصاد ایران باید به مرحله خودبسندگی و استقلال برسد و از وابستگی رهایی یابد. راه‌حل قانون اساسی در این مورد، افزایش تولیدات کشاورزی، دامی و صنعتی مطابق با نیازهای عمومی است.

*بند نهم: افزایش تولیدات کشاورزی، دامی و صنعتی که نیازهای عمومی را تأمین کند و کشور را به مرحله خودکفایی برساند و از وابستگی اقتصادی برهاند.
علاوه بر این اصل، در برخی دیگر از اصول قانونی اساسی جمهوری اسلامی ایران نیز به مسئله استقلال اقتصادی اشاره شده‌است.
از دیدگاه قانون اساسی، کشور می‌تواند دارای استقلال اقتصادی باشد و در عین حال با جهان خارج روابط تجاری داشته باشد و برای افزایش میزان رفاه افراد جامعه به این روابط نیازمند باشد، اما برای رفع نیازهای اساسی خود به خارج وابستگی ندارد و به اصطلاج متکی به خود است؛ بنابراین چنان‌چه از اصول مربوط به روابط خارجی استباط می‌شود نیاز داشتن به کشورهای خارجی نمی‌تواند دلیل عدم استقلال اقتصادی باشد. با توجه به این که منابع در دسترس و نیازهای جامعه از نظر کیفیت و کمیت و سطح علوم و فنون پیوسته در حال تغییر است؛ توجه به استقلال اقتصادی در بلندمدت بیش از استقلال اقتصادی در کوتاه‌مدت مورد توجه است. تفسیر دیگر از این اصل این است که فراهم کردن استقلال اقتصادی به معنی تأثیر نپذیرفتن از نوسان‌ها و بحران‌های اقتصادی است؛ در حالی که این اعتقاد نیز وجود داشته‌است که تأثیرپذیری از نوسانات اقتصادی بین‌المللی علامت مثبت و مطلوبی است. در ایران، تک‌محصولی بودن و اتکا به درآمدهای ناشی از استخراج و صدور نفت، می‌تواند به کاهش استقلال اقتصادی تعبیر شود.